# Norberto Fontana
Norberto Edgardo Fontana (născut la data de 20 ianuarie 1975, în Arrecifes, Buenos Aires, Argentina) este fost pilot de curse auto care a evoluat în Campionatul Mondial de Formula 1 în sezonul 1997.

## Cariera în Formula 1
| Sezon | Echipă                   | Puncte      | Loc clasament general |
| ----- | ------------------------ | ----------- | --------------------- |
| 1996  | Red Bull Sauber Ford     | Pilot teste | -                     |
| 1997  | Red Bull Sauber Petronas | 0           | -                     |